# Julius Eastman
Julius Eastman (Ithaca (Nueva York), 27 de octubre de 1940 - Búfalo, 28 de mayo de 1990) fue un compositor, pianista, vocalista y bailarín estadounidense cuyo trabajo puede considerarse bajo el minimalismo. Fue uno de los primeros músicos en combinar procesos minimalistas con elementos de la música pop, así como, dentro de su música, presentar tendencias dramáticas y de suspenso. A menudo daba títulos a sus piezas con intenciones políticas provocativas, como Evil Nigger y Gay Guerrilla.

## Biografía
Julius Eastman creció en Ithaca, estado de Nueva York, con su madre, Frances Eastman, y su hermano menor, Gerry. Comenzó a estudiar piano a los 14 años e hizo un rápido progreso. Estudió en el Ithaca College antes de transladarse al Curtis Institute of Music en Philadelphia. Allí estudió piano con Mieczysław Horszowski y composición con Constant Vauclain, y pasó del piano a la composición. Hizo su debut como pianista en 1966 en The Town Hall en Nueva York inmediatamente después de graduarse en Curtis. Eastman tenía una voz de canto rica, profunda y extremadamente flexible, por lo que se hizo conocido por su grabación de 1973 para Nonesuch de Eight Songs for a Mad King, del compositor británico Peter Maxwell Davies. El talento de Eastman llamó la atención del compositor y director de orquesta Lukas Foss, quien dirigió la música de Davies en la Brooklyn Philharmonic.
A instancias de Foss, Eastman se unió a Creative Associates —un «prestigioso programa de música clásica de vanguardia» que «tenía un estipendio pero no obligaciones de enseñanza» —, en el Centro SUNY Buffalo para las Artes Creativas y Escénicas. Durante este período, conoció a Petr Kotik, un compositor, director y flautista nacido en la República Checa. Eastman y Kotik actuaron juntos de manera extensa desde principios hasta mediados de los años setenta. Junto con Kotik, Eastman fue miembro fundador del S.E.M. Ensemble.
Desde 1971 actuó y realizó una gira con el grupo, y compuso numerosas obras para él. Durante ese período, fueron interpretadas quince de las primeras obras de Eastman por Creative Associates, incluida Stay On It (1973), un temprano augurio del posminimalismo y una de las primeras composiciones musicales inspiradas en las progresiones de la música popular, presagiando las innovaciones posteriores de Arthur Russell y Rhys Chatham. Aunque Eastman comenzó a enseñar cursos de teoría y de composición a lo largo de su mandato, abandonó Buffalo en 1975 tras una interpretación polémica del Songbooks de piezas aleatorias de John Cage po el S.E.M. Ensemble bajo los auspicios de Morton Feldman. Incluía desnudos y alusiones homoeróticas interpoladas por Eastman. El anciano Cage se enfureció y dijo durante una conferencia posterior que el «[ego]... de Eastman está encerrado en la homosexualidad. Y sabemos esto porque no tiene otras ideas». Además, el amigo de Eastman, Kyle Gann, ha especulado que su incapacidad para aclimatarse a los elementos más burocráticos de la vida académica (incluido el papeleo) pudo haber acelerado su salida de la universidad.
Poco después, Eastman se instaló en la ciudad de Nueva York, donde inicialmente se situó a un lado de la brecha entre las escenas musicales convencionalmente separadas del "uptown" y downtown. Eastman a menudo escribió su música siguiendo lo que llamó un principio «orgánico». Cada nueva sección de una obra contenía toda la información de las secciones anteriores, aunque a veces «la información se extrae a un ritmo gradual y lógico». El principio es más evidente en sus tres trabajos para cuatro pianos, Evil Nigger, Crazy Nigger y Gay Guerrilla, todos de alrededor de 1979. El último de ellos se apropia del himno de Martin Luther «A Mighty Fortress Is Our God », como manifesto gay.
En 1976, Eastman participó en una presentación de Eight Songs for a Mad King, dirigida por Pierre Boulez en el Lincoln Center. Actuó como primer vocalista masculino en el ensemble de Meredith Monk, como se documenta en su influyente álbum Dolmen Music (1981). Fomentó un fuerte parentesco y colaboración con Arthur Russell, dirigiendo casi todas sus grabaciones orquestales (compiladas como First Thought Best Thought [Audika Records, 2006]) y participando (como organista y vocalista) en la grabación de 24-24 Music (1982; lanzado bajo el imprimátur de Dinosaur L), una controvertida composición de influencia disco que incluía los éxitos de baile underground Go Bang! y In the Cornbelt; ambos presentaban la característica bravuconada de Eastman.
Durante este período, también tocó en un conjunto de jazz con su hermano Gerry, quien anteriormente tocaba la guitarra en la Count Basie Orchestra. También coordinó la Serie de Conciertos Comunitarios orientados de la Brooklyn Philharmonic (interpretados por la Orquesta CETA y financiada por el John F. Kennedy Center for the Performing Arts) junto con Foss y otros compositores de color. Hacia 1980, viajaba regularmente por los Estados Unidos e internacionalmente; Se publicó una grabación de una actuación de ese año en la Northwestern University en la compilación póstuma Unjust Malaise (2005).
Una pieza de 1981 para el conjunto de violonchelo de Eastman, The Holy Presence of Joan d'Arc, se presentó en The Kitchen en la ciudad de Nueva York. En 1986, la coreógrafa Molissa Fenley puso su baile, Geologic Moments, a la música de Philip Glass y dos obras de Eastman (una obra desconocida para dos pianos y One God en la que Eastman cantaba y tocaba el piano), que se estrenó en el Brooklyn Academy of Music.
Desanimado por lo que vio como una escasez de oportunidades profesionales dignas, Eastman se volvió cada vez más dependiente de las drogas después de 1983. Su vida se vino abajo; muchas de sus partituras fueron confiscadas por la New York City Sheriff's Office después de un desalojo a principios de la década de 1980, lo que impidió aún más su desarrollo profesional. Sin hogar, se refugió brevemente en Tompkins Square Park. Su esperanza de una cátedra en la Cornell University tampoco se materializó durante este período.
A pesar de un intento temporal de reaparición, Eastman murió solo a la edad de 49 años en el Hospital Millard Fillmore en Buffalo, New York, Nueva York, de un paro cardíaco. No se notificó públicamente su muerte hasta que apareció un obituario de Kyle Gann en el Village Voice; fue fechado el 22 de enero de 1991, ocho meses después de la muerte de Eastman. Como los métodos de notación de Eastman eran flojos y abiertos a la interpretación, revivir su música ha sido una tarea difícil, dependiente de las personas que trabajaron con él.

## Estilo
Las obras de Eastman a menudo incorporan estructuras dramatúrgicas y de suspenso, secciones aleatorias de evolución lenta y discordantes que simbolizan la duda, el trauma y las manías, y las estructuras pop deconstruidas (particularmente en Stay on It (1973) o The Holy Presence of Joan D'Arc (1981), que repiten pero evolucionan dramáticamente los riffs pegadizos). Además de esto, sus piezas de piano de forma larga como Evil Nigger (1979) y Gay Guerrilla (c. 1980) resaltan su intención de explorar dramáticamente su identidad negra y gay a través de motivos que, en tono y repetición, representan un conflicto creciente. Más particularmente, Eastman describió su propio estilo de minimalismo como «música orgánica»; un estilo de «acumulación y acumulación gradual, seguido a menudo por una desintegración gradual», donde modificaba gradualmente, y a veces abruptamente, frases repetidas para crear la base de sus obras.

## Legado artístico
La compositora Mary Jane Leach ha encontrado partituras de Eastman y las ha publicado en su sitio web.
En junio de 2006, el grupo Ne(x)tworks con sede en Nueva York, presentó la realización de su puntuación (por Cornelius Dufallo y Chris McIntyre) de la obra de Eastman Stay On It en el espacio del silo ISSUE Project Room en Carroll Street, en Brooklyn.
En 2007, la California E A R Unit freció una actuación de Crazy Nigger en REDCAT (The Roy and Edna Disney CalArts Theater en el Walt Disney Concert Hall Complex).
La pieza de Eastman Crazy Nigger, fue ejecutada el 15 de marzo de 2008, durante la 7.ª Edición Dag en el Branding Festival, La Haya, Países Bajos.
El 10 de febrero de 2012, Luciano Chessa seleccionó para la L@te Series de Sarah Cahill del Berkeley Art Museum/PFA la primera retrospectiva de Eastman. El concierto incluyó la interpretación de las obras Evil Nigger y Gay Guerrilla para seis pianos, la última composición conocida de Eastman, Our Father, y la primera presentación en vivo del Prelude to the Holy Presence of Joan d'Arc, transcrita por el bajo Richard Mix bajo la invitación de Chessa. El evento también incluyó el set en vivo de DJ de Chessa de grabaciones de música house de NY con Eastman y sus colaboradores. La pieza preliminar para este evento en el SF Chronicle, de Joshua Kosman, fue la primera reseña completa sobre Eastman que apareció en un importante periódico de los Estados Unidos.
El 26 de marzo de 2013, New Amsterdam Records lanzó un álbum de Jace Clayton tituladoThe Julius Eastman Memory Depot. El álbum incluye interpretaciones de Evil Nigger y de Gay Guerilla de David Friend y Emily Manzo que han sido manipuladas y rearregladas por Clayton. El track final del álbum es un homenaje al difunto compositor tituladoCallback from the American Society of Eastman Supporters.
La intérprete/compositora Amy Knoles creó recientemente una versión electrónica en vivo 4.0 en solitario de Crazy Nigger. Recorrió el noroeste del Pacífico y Europa en el otoño de 2013, con un programa llamado Julius Eastman FOUND. Actuó en el MalletKat con un elaborado sistema de bucles, desarrollado en Ableton LIVE con el controlador de pedal Keith McMillen 12Step.
El Lutosławski Piano Duo (Emilia Sitarz y Bartek Wąsik) han estado interpretando sus composiciones regularmente desde 2014. Su repertorio contiene Evil Nigger y Gay Guerilla (con Joanna Duda y Mischa Kozłowski). El estreno de su versión deCrazy Nigger tuvo lugar en diciembre durante el KWADROFONIK FESTIVAL en Varsovia.
En octubre de 2015, Bowerbird, una organización sin fines de lucro con sede en Filadelfia, presentó la obra Crazy Nigger de Eastman como el primer evento en una encuesta de varios años sobre el trabajo del compositor.
En diciembre de 2015 se publicó una biografía de Eastman, Gay Guerrilla: Julius Eastman and His Music.
Una amplia retrospectiva de Eastman tuvo lugar en el Festival de Música Contemporánea de Londres en diciembre de 2016, e incluyó la presentación de siete obras de Eastman, de otras piezas varias estrechamente relacionadas con Eastman y de una exposición, que se extendió durante tres noches.
El 24 de enero de 2017, una noche de las obras de Eastman se presentó comoA portrait of Julius Eastman en la larga serie de música clásica moderna, Monday Evening Concerts, en Los Ángeles. El programa consistió enPrelude to the Holy Presence of Joan d'Arc, para barítono solista,The Holy Presence of Joan d'Arc, para diez violonchelos y Crazy Nigger, para cuatro pianos. El concierto fue muy bien recibido por una audiencia casi agotada en el Zipper Concert Hall en la Colburn School for the Performing Arts.
MaerzMusik 2017 abrió con tres de las obras de Julius Eastman para cuatro pianos el 17 de marzo. Además, del 17 al 26 de marzo, el espacio de SAVVY Contemporary se convirtió en un centro de documentación dedicado a la obra de Julius Eastman.
En mayo de 2017, después de más de tres años de investigación, Bowerbird presentóThat Which Is Fundamental, una exposición retrospectiva de cuatro conciertos y de un mes de duración del trabajo de Eastman. Se incluyeron en el festival los estrenos modernos de varios de los primeros trabajos de Eastman, incluidos Macle y Thruway. Este proyecto fue la primera retrospectiva producida en colaboración con Eastman Estate.
En septiembre de 2017, el festival de música contemporánea Sacrum Profanum, en Cracovia, presentó cuatro conciertos con nueve composiciones de Julius Eastman en total. La extensa investigación del curador Krzysztof Pietraszewski, con la asistencia de Mary Jane Leach, Petr Kotik y Michał Mendyk, resultó en una imagen amplia y diversa del compositor: Eastman fue una de las dos figuras principales de la edición de 2017 del festival (entre Moondog). Petr Kotik con el S.E.M. Ensemble preparó interpretaciones de Joy Boy, Our Father, Piano 2 and Macle, Anton Lukoszevieze y Apartment House interpretaron Buddha, Femenine, Stay On It and Hail Mary y el Arditti Quartet realizó una versión de tres cuartetos de cuerda (encargada a Tomasz Jakub Opałka por el festival Sacrum Profanum) de Evil Nigger. La nueva versión de esta famosa pieza fue un estreno mundial, por encima de que Our Father y Joy Boy fueron restauradas por primera vez.
En febrero de 2018, Luciano Chessa completó su edición de la Symphony No. II. The Faithful Friend, The Lover Friend's Love for the Beloved, la única obra de Eastman para gran orquesta. El 20 de noviembre, Chessa dirigió la Orquesta Mannes en el estreno de Eastman II en el Alice Tully Hall del Lincoln Center en Nueva York con gran éxito. El preestreno en The New York Times presentó clips del ensayo de la pieza, y siguió una recesión.
En marzo de 2018, el Festival MaerzMusik y SAVVY Contemporary Berlín continuaron su proyecto interdisciplinario sobre Julius Eastman con una serie de estrenos alemanes de sus piezas, así como estrenos mundiales de piezas recién encargadas, en una serie de conciertos, una exposición y un simposio. con Mary Jane Leach, George E. Lewis, Christine Rusiniak, Kodwo Eshun, Rocco Di Pietro y muchos otros.
En 2018, la artista visual Tiona Nekkia McClodden organizó una exposición basada en su investigación sobre Eastman en The Kitchen de Nueva York. Incluyó actuaciones de su trabajo y el trabajo de artistas contemporáneos inspirados en Eastman, incluidos Carolyn Lazard, Sondra Perry, and Chloe Bass y otros.
En 2018, el artista visual Michael Anthony Garcia y el compositor Russell Reed interpretaron Femenine con el Austin Chamber Music Festival.
En 2018, el editor G. Schirmer anunció que restauraría, reconstruiría, publicaría y promocionaría su música, en colaboración con su patrimonio administrado por el hermano de Julius, Gerry Eastman.
En octubre de 2019, el festival Sacrum Profanum de Cracovia presentó a Holy Presence of Joan D'Arc con Prelude y estrenó otra versión comisionada de Evil Nigger, esta vez arreglada por Piotr Peszat para cuatro acordeones, interppretada por Rafał Łuc y Maciej Frąckiewicz.
In October 2019, Sacrum Profanum festival in Krakow presented Holy Presence of Joan D'Arc with Prelude and premiered another commissioned version of Evil Nigger, this time arranged by Piotr Peszat for four accordions, performed by Rafał Łuc and Maciej Frąckiewicz.

## Obras conocidas
- 1968: Piano Pieces I - IV, para piano solo;
- 1970: Thruway, para flauta, clarinete, trombón, violín, violonchelo, violonchelo, soprano solo, trío de jazz fuera del escenario, coro SATB, electrónica;
- 1970: The Moon's Silent Modulation, para bailarines, vocalistas y conjunto de cámara;
- 1970: Touch Him When, para piano a 4 manos;
- 1970: Trumpet, para 7 trompetas;
- 1971: Macle, para voces y electrónica;
- 1971: Comp 1, para flauta solista;
- 1972: Mumbaphilia, para solista y bailarines;
- 1972: Wood in Time, para 8 metrónomos;
- 1972: Tripod, instrumentación desconocida, fragmento de partitura para una voz aguda y una parte de cinta;
- 1973: Colors, para 14 voces de mujeres y cinta;
- 1973: Stay on It, sin instrumentación fija, aunque siempre se incluyeron piano, percusión y voz;
- 1973: 440, para voz, violín, viola y contrabajo;
- 1974: That Boy, para pequeño conjunto instrumental;
- 1974: Joy Boy, para 4 instrumentos agudos;
- 1974: Femenine, para conjunto de cámara;
- 1974: Masculine, para pequeño conjunto instrumental;
- 1977: If You're So Smart, Why Aren't You Rich?, para violín, 2 trompas, 4 trompetas, 2 trombones, tuba, piano, 2 campanas y 2 bajos;
- 1978: Nigger Faggot, para campana, percusión y cuerdas;
- 1978: Dirty Nigger, para 2 flautas, 2 saxofones, fagot, 3 violines y 2 contrabajos;
- 1979: Evil Nigger, para cualquier cantidad de instrumentos similares, más comúnmente 4 pianos;
- 1980: Gay Guerilla, para cualquier cantidad de instrumentos similares, más comúnmente 4 pianos;
- 1980: Crazy Nigger, para cualquier cantidad de instrumentos similares, más comúnmente 4 pianos;
- 1981: The Holy Presence of Joan d'Arc, para diez violonchelos;
- 1981: Untitled [Prelude to The Holy Presence of Joan d'Arc], para voz solista;
- 1983: His Most Qualityless Majesty, para voz y piano;
- 1984: Hail Mary, para voz y piano;
- 1983: Buddha, para instrumentación no especificada;
- 1986: Piano 2, para piano solo;
- 1989: Our Fatherpara 2 voces masculinas;

### Grabaciones
- 2018 : Piano Interpretations, interpretadas por Kukuruz Quartet (Intakt Records);
- 2017: Stay on It, interpretado por Abdu Ali y Horse Lords;
- 2016: Femenine, interpretada por e SEM Ensemble (Frozen Reeds);
- 2014: Unchained, interpretado por Lutosławski Piano Duo y Friends (piezas de Julius Eastman y Tomasz Sikorski) Bołt Records;
- 2014: Piano 2, interpretado por Joseph Kubera en Book of Horizons (New World 80745);
- 2005: Unjust Malaise, por varios artistas (New World 80638) (Incluye Stay On It; If You're So Smart, Why Aren't You Rich; Prelude to The Holy Presence of Joan d'Arc; The Holy Presence of Joan d'Arc; Gay Guerrilla; Evil Nigger; Crazy Nigger; y Spoken Introduction al Northwestern University Concert);
- 1987: Davies, Peter Maxwell. Miss Donnithorne's Maggot; Eight Songs for a Mad King. London: Unicorn-Kanchana. (incluye a Julius Eastman, barítono);
- 1983: Monk, Meredith. Turtle Dreams (incluye a Julius Eastman, órgano);
- 1982: Dinosaur L. 24→24 Music (incluye a Julius Eastman, teclados y voz);
- 1981: Monk, Meredith. Dolmen Music. (incluye a Julius Eastman, percusión y voz);
- 1972: Kolb, Barbara, and Richard Moryl. New York: Desto. (incluye a Julius Eastman, narrador, en la cara A).